# ماتشي روسويك
ماتشي روسويك هو لاعب كرة قدم بولندي في مركز الدفاع، ولد في 29 نوفمبر 1996 في بولندا. لعب مع لاسك لينتس.

## وصلات خارجية
- ماتشي روسويك على موقع الاتحاد الأوربي (الإنجليزية)
- ماتشي روسويك على موقع قاعدة بيانات كرة القدم.إي يو (الإنجليزية)
- ماتشي روسويك على موقع Soccerway.com (الإنجليزية)
- ماتشي روسويك على موقع عالم كرة القدم.نت (الإنجليزية)